# Закарпатська крайова організація Комуністичної партії Чехословаччини
Закарпатська крайова організація Комуністичної партії Чехословаччини — складова частична Комуністичної партії Чехословаччини (КПЧ).

## Історія
Створена у травні 1921 року після входження до КПЧ в статусі крайової організації Міжнародної (інтернаціональної) соціалістичної партії Підкарпатської Русі (діяла від березня 1920 року) — першої комуністичної партії в Закарпатті після його входження до складу Чехословаччини у 1919 році.
Об'єднувала 15 окружних організацій, які налічували 8 тис. осіб. Роботою Закарпатської крайкому КПЧ керували діячі Угорської комуни 1919 року І. Мондок та Е. Сайдлер, згодом — П. Терек, Е. Кліма, О. Борканюк та І. Туряниця. Комуністи Закарпаття проводили агітаційну й організаційну роботу серед місцевого населення: у 1920—1938 роках видавали газети «Карпатська правда» та «Мункаш уйшаг» (угорською мовою), організовували страйки, демонстрації й мітинги, зокрема політичний страйк 1920 року, селянський страйк 1921 року, загальний страйк 1922 року, робітничий страйк 1929 року, економічні страйки у 1932—1933 роках.
Від 1924 року комуністи брали участь у виборах до чехословацького парламенту й користувалися значною підтримкою бідніших верств населення.
В роки Другої світової війни під час окупації Закарпаття угорсько-німецькими військами багато членів партії брало участь у партизанському русі.
Після визволення Закарпаття Червоною армією 19 листопада 1944 року відбулася крайова партизанська конференція, що за активної участі політпрацівників Червоної армії проголосила створення Комуністичної партії Закарпатської України, яка очолила процес возз'єднання Закарпатської України з УРСР. — Рішенням ЦК ВКП(б) від 15 грудня 1945 року її було прийнято до ВКП(б).